# Павловское водохранилище
Павловское водохранилище — водохранилище в долине реки Уфы, образованное плотиной Павловской ГЭС. Водохранилище является резервным источником водоснабжения для города Уфы.
Местонахождение — верховья и среднее течение расположены в Караидельском районе республики Башкортостан, нижняя часть — между Благовещенским и Нуримановским районами республики.
Заполнение водохранилища началось через 9 лет после начала строительства ГЭС — в 1959 году и закончилось в 1961.

## Водохранилище
Протяжённость водохранилища составляет 150 км (от села Муллакаево до посёлка Павловка). Водохранилище руслового типа. Максимальная ширина — 1750 м (средняя — 770 м). Средняя глубина 11,7 метров, в приплотинной части — до 35 метров. Низовье находится в 170 км от устья Уфы. Объём воды — 1,411 км³. Площадь поверхности — 116 км².
Водохранилище расположено в пределах Уфимского плато, на сильно закарстованной территории (является первым крупным водохранилищем в СССР на территории такого типа).
Водохранилище осуществляет сезонное, недельное и суточное регулирование стока реки Уфы и её притоков. Наполнение водохранилища до нормального подпорного уровня (140 м) производится в весенний период, и заканчивается в конце апреля — начале мая. Аккумулируется до 16 % весеннего расхода реки. Накопленный объём воды срабатывается полностью или частично в том же году. Сработка начинается в январе и продолжается в течение 140 дней. Годовая амплитуда колебаний уровня воды в среднем равна 11 м.
В створе гидроузла площадь водосбора составляет 47 100 км², среднемноголетний сток равен 10,74 км³ в год, в том числе сток весеннего половодья — 5,8 км³.
Водохранилище покрыто льдом с ноября по май, в феврале-марте толщина льда достигает 70—80 см.

## Павловский гидроузел
Павловский гидроузел расположен около посёлка Павловка Нуримановского района. В состав гидроузла входят русловая и пойменные плотины, плотинно-русловая Павловская гидроэлектростанция, установленной мощностью 166 МВт и однокамерный шлюз.
Класс гидросооружений — II. Павловский судоходный шлюз — одноступенчатый, приплотинный, однониточный, шахтный, железобетонный, докового типа. Основной функциональной задачей шлюза является участие в поддержании напорного фронта, осуществление пропуска судов, плотов и катастрофических паводков редкой повторяемости. Общая длина шлюза между наружными гранями устоев — 164,16 м. Габаритные размеры камеры шлюза — 120,0 × 15,0 м, при этом 23,6 м полезной длины камеры отнесены на верхнюю и нижнюю головы, собственная длина камеры составляет 96,4 м.
Это оригинальный по конструкции шахтный шлюз, патриарх монолитных железобетонных гидротехнических сооружений, самый высоконапорный шлюз в Европе.

## Транспорт
Река Уфа и Павловское водохранилище используются как транспортный водный путь, в основном для перевозки местных грузов в отдалённые районы республики. Кроме реки Уфы, в Павловское водохранилище впадают три небольших судоходных притока: Байки, Юрюзань, Урюш.
В 2010 году была проложена асфальтовая дорога (длина 7 км) от села Павловка вдоль Павловского водохранилища до туристического горнолыжного центра «Павловский парк».
Автомобильные дороги вокруг Павловского водохранилища развиты слабо. Большая длина водохранилища (150 км) приводит к необходимости объезжать его по крупным дорогам.
В октябре 2019 года в верховьях Павловского водохранилища введен в эксплуатацию мост через водохранилище на автодороге Бирск — Тастуба — Сатка.